# Skriptum
Skriptum (z lat. scriptum, napsané) je písemná pomůcka k přednášce nebo učebnímu předmětu, z niž se studenti dodatečně učí přednášenou látku, nejčastěji ke zkoušce. Skripta většinou vydávají vydavatelství vysokých škol a mohou být buď tištěná nebo elektronická na internetu. Tištěná skripta jsou obvykle ve formátu A4, na levném papíře a vytištěná (rozmnožená) levnou technikou v poměrně malém nákladu. Elektronická skripta mají někdy formát dat pro dataprojektor, někdy je to prostý text, který obvykle připravuje učitel.

## Historie
Až do 19. století profesoři přednášeli a studenti si přednášku zapisovali, později i těsnopisem. Tyto záznamy si pak studenti sami často rozmnožovali, například litograficky. Odtud vznikl název skriptum, to jest zápis přednášek.